# Mirai Sentai Timeranger
Mirai Sentai Timeranger (未来戦隊タイムレンジャー, Mirai Sentai Taimurenjā, vertaald als Future Squadron Timeranger) was de 24e Sentai serie geproduceerd door Toei. De serie werd in 2000 uitgezonden en bestaat uit 50 afleveringen. De serie diende als basis voor de Amerikaanse serie Power Rangers: Time Force.

## Verhaal
In de 30e eeuw heeft men de technologie voor tijdreizen. Echter, sinds een tijdparadox crisis een paar jaar terug is tijdreizen illegaal geworden. De organisatie “Time Protection Department (TPD)” is opgericht om tijdreizen in de gaten te houden en in te grijpen in geval van tijdmisdaden.
Door toedoen van vier cadetten van de TPD slagen de crimineel Don Dornero, hoofd van de Londarz familie, en zijn bende er echter toch in om terug te reizen naar de 20e eeuw. Om hen te stoppen reizen de vier Don Dornero achterna. Eenmaal in 20e eeuw ontdekken ze dat het timeranger programma dat ze hadden meegenomen pas werkt bij vijf personen. Ze rekruteren de vechtsporter Tatsuya Asami en de vijf worden Timeranger. Tatsuya huurt een gebouw voor hen als hoofdkwartier. Om in hun onderhoud te voorzien beginnen ze een bedrijfje genaamd Tomorrow Research.
Na een tijdje beginnen de vier cadetten te beseffen dat hun acties in het heden langzaam de toekomst veranderen. Een verandering is de plotselinge verschijning van de City Guardians, een elite team samengesteld door de Asami Corporation om de stad te beschermen tegen de Londarz. De relatie tussen de Timeranger en de City Guardians verslechtert nog meer wanneer Tatsya’s oude vriend Naoto de zesde Timeranger, TimeFire, wordt en zich aansluit bij de City Guardians als hun aanvoerder.

## Personages

### TimeRanger
- Tatsuya Asami (浅見竜也 Asami Tatsuya) / TimeRed (タイムレッド Taimureddo): de enige van de vijf Timerangers uit deze tijd. Tatsuya is ervaren in vechtsporten. Hij komt uit een rijke familie, maar weigert zijn lot als erfgenaam van zijn vaders bedrijf te accepteren. Hij gelooft meer dat mensen hun eigen lot kunnen bepalen. Nadat hij een TimeRanger wordt verlaat hij zelfs zijn ouderlijk huis en gebruikt zijn geld om voor de TimeRangers een hoofdkwartier te huren. Hoewel Yuuri de leider van het team is, is Tatsuya vaak de drijvende kracht achter het team. In gevechten neemt hij vaak de positie van veldleider aan.

- Yuuri (ユウリ, Yūri) / TimePink (タイムピンク, Taimupinku): een politieofficier uit de 30e eeuw. Omdat de politie al langer op de hoogte was van Don Dolnero’s plannen deed ze zich voor als een TPD cadet om hem te stoppen. Ze heeft een persoonlijke vete tegen Don Dolnero omdat hij verantwoordelijk was voor de dood van haar familie. Echter, de aanwezigheid van de TimeRangers in de 20e eeuw verandert de tijdlijn dusdanig dat er een nieuwe toekomst ontstaat waarin haar familie nog leeft. Ze krijgt in de serie een relatie met Tatsuya, maar de twee gaan uiteindelijk uit elkaar vanwege het feit dat ze uit verschillende tijden komen.

- Ayase (アヤセ, Ayase) / TimeBlue (タイムブルー, Taimuburū): een voormalig racekampioen. Hij is de co-leider van het team. Hij heeft een terminale ziekte genaamd het Oshirus Syndroom. Oorspronkelijk bestond hier geen genezing voor, maar door de veranderingen die de TimeRangers per ongeluk aanbrachten in het verleden veranderde dit.

- Domon (ドモン, Domon) / TimeYellow (タイムイエロー, Taimuierō): een voormalige professionele vechter. Hij heeft echter nog al eens de neiging te snel te willen handelen. Hij heeft respect voor de regels en houdt Sion, die en wees is, goed in het oog. Hij staat dan ook niet toe dat iemand hem gewoon “alien” noemt. Daar Domon uit een grote familie komt mist hij de 30e eeuw het meest. Oorspronkelijk werd hij in de 30e eeuw voorgoed geschorst van professionele worstelwedstrijden, maar nadat de toekomst verandert blijkt hij slechts een jaar te zijn geschorst.

- Sion (シオン, Shion) / TimeGreen (タイムグリーン, Taimugurīn): een alien van de Hummands ster, wiens wereld was vernietigd. Hij is opgegroeid op Aarde. Hij is de technisch adviseur van de Timeranger. Hij is nieuwsgierig naar alles. Sion hoeft, omdat hij een alien is, maar 1 keer per jaar te slapen, maar dan wel gelijk een week lang. Omdat hij niet op Aarde geboren is, blijft zijn toekomst ondanks de veranderende tijdlijn onveranderd.

- Naoto Takizawa (滝沢直人, Takizawa Naoto) / TimeFire (タイムファイヤー, Taimufaiyā): Tatsuya’s oude vriend en rivaal. In tegenstelling tot Tatsuya komt Naoto juist uit een arme familie. Nadat hij de door TPD verloren V-Commander vindt, wordt hij TimeFire. Daarna probeert de Asami Corporation de technologie van deV-Commander de analyseren voor massaproductie, maar slaagt er slechts gedeeltelijk in de 30e-eeuwse technologie te begrijpen. In aflevering 37 ontdekt Naoto dat de Timeranger in werkelijkheid uit de 30e eeuw komen. In de finale gebruikt hij deze kennis om volledige zeggenschap te krijgen over de City Guardians, nadat Watura Asami gewond in het ziekenhuis is beland. Naoto raakt zwaargewond in het laatste gevecht, en wordt door een inmiddels genezen Watura uit het team van de City Guardians gezet. Naoto wordt uiteindelijk gedood door een van de soldaten van de Londarz familie. Voor hij sterft geeft hij de V-Commander aan Tatsuya.

### Hulp
- Navigation Robot Tac (タック, Takku): een navigatierobot in de vorm van een uil. Hij bevat ook een database met informatie over de Londarz criminelen.

- Wataru Asami: Tatsuya’s vader, eigenaar van de Asami Corporation en oprichter van de City Guardians. Hij is een koud individu die alleen maar om geld en zaken geeft. In de loop van de serie wordt hij echter milder en staat toe dat Tatsuya zijn eigen leven leidt.

- Ranger Corps Captain: Ryuuya Asami (Asami Ryuuya): TPD officier uit het 3000. Hij lijkt een nakomeling van Tatsuya te zijn door hun overeenkomstige uiterlijk. Echter, in houding en gedrag is hij precies het tegenovergestelde van Tatsuya. Later blijkt hij echter het ware meesterbrein te zijn achter de ontsnapping van de Londarz Familie omdat volgens hem “het zo hoorde te verlopen”. In de finale wordt hij dodelijk verwond in een vuurgevecht. Net voor hij sterft geeft hij toe dat hij ernaast zat.

- Kyuukyuu Sentai GoGo-V

### Londarz Familie
De Londers Family (ロンダーズファミリー, Rondāzu Famirī) zijn de vijanden van de TimeRangers. Ze zijn een criminele familie uit het jaar 3000.
- Don Dolnero (Don Dorunero) (1-47): een maffioso “godfather” die zijn misdaden enkel en alleen pleegt voor geld. Hij geeft echter ook om zijn volgelingen. Vooral Gien, om wiens mentale stabiliteit hij zich vooral zorgen maakt. In aflevering 47 probeert hij Gien ervan te weerhouden om te ver te gaan met acties, met als resultaat dat Gien hem dood.

- Lila (Lira) (1-47): Don Dolnero’s rechterhand. Ze steelt regelmatig kleren en juwelen en is ervaren in vermommingen. Na Don Dolnero’s dood duikt ze onder en wordt in de rest van de serie niet meer gezien.

- Gien: een robot wetenschapper en een enorme sadist. Gien was eigenlijk geen robot maar een cyborg. Vroeger was hij een mens en goede vriend van Don Dolnero. Dolnero redde zijn leven door Giens hersens in een robotlichaam te laten plaatsen. Dit had echter onvoorziene bijwerkingen, waaronder dat Gien langzaam gestoord werd. Wanneer Don Dolnero Gien probeert te stoppen doodt hij hem. In de laatste aflevering bestuurt Gien zijn sterkste creatie de NeoCrisis robot. Wanneer de Timeranger de robot vernietigen raakt Gien zwaargewond in de explosie en sterft kort daarna. Ondanks zijn psychopathische acties is Gien een van de meer tragische karakters in de serie.

- Junk Droid Zenitts (Junk Droid Zenitto): robots die dienstdoen als soldaten van de Londarz. Een van hen was verantwoordelijk voor de dood van Naoto.

## Mecha

### Providus
een gele robot die constant bij de ingang van de tijdpoort in het jaar 3000 staat. Hij heeft als enige functie de Timejets en TimeShadow door de poort te sturen. Slechts een keer wordt Providus ook in een gevecht gebruikt.

### Timejets
De Timejets zijn de vijf vliegtuig-achtige mecha van de Timeranger. Ze kunnen drie verschillende combinaties vormen:
- TimeJet Gamma: een enorme versie van een gewone TimeJet.
- TimeRobo Beta: een blauwe robot gewapend met een laser.
- TimeRobo Alpha: een rode robot gewapend met een zwaard en schild.

### TimeShadow
De TimeShadow is een speciale TimeJet die van Jetmode kan veranderen in een robot gewapend met twee zwaarden.
De TimeShadow kan ook combineren met de Timejets om de ShadowBeta of ShadowAlpha te vormen.

### V-Rex
De V-Rex is de sterkste Mecha van de TPD en heeft de vorm van een T.Rex. De robot was samen met de V-Commander verloren geraakt toen hij door een experimentele tijdpoort werd gestuurd. De V-Commander en de V-Rex belanden allebei in de 20e eeuw alwaar Naoto de V-Commander vond en daarmee ook controle kreeg over de V-Rex.
De V-rex kan veranderen in een robot gewapend met raketten en lasers.

## Afleveringen
1. The Time Fugitives (時の逃亡者 Toki no Tōbōsha) February 13, 2000
2. The Unseen Future (見えない未来 Mienai Mirai) February 15, 2000
3. Acceleration of Dreams (夢の加速度 Yume no Kasokudo) February 21, 2000
4. The Hostage is an Alien (人質は異星人 Hitojichi wa Iseijin) March 5, 2000
5. The Third Combination (第3の合体 Daisan no Gattai) March 12, 2000
6. The Fabricated Invitee (偽りの招待客 Itsuwari no Shōtaikyaku) March 19, 2000
7. Domon Hospitalized (ドモン入院中 Domon Nyūin) March 26, 2000
8. An Explosion in the Arts (芸術に爆発を Geijutsu ni Bakuhatsu o) April 2, 2000
9. The Don's Depression (ドンの憂鬱 Don no Yūutsu) April 9, 2000
10. The Escape to Tomorrow (明日への脱出 Ashita e no Dasshutsu) April 16, 2000
11. The Town of Fights to the Death (死闘の町 Shitō no Machi) April 23, 2000
12. Wish Upon a Star (星に願いを Hoshi ni Negai o) April 30, 2000
13. Battle Casino (バトルカジノ Batoru Kajino) May 7, 2000
14. Dead Heat (デッドヒート Deddo Hīto) May 14, 2000
15. Search for the Sniper (狙撃手（スナイパー）を探せ Sunaipā o Sagase) May 21, 2000
16. A Nearby Dream (そばにある夢 Soba ni Aru Yume) May 28, 2000
17. The Twisted Holy Fist (ねじれた正拳 Nejireta Seiken) June 4, 2000
18. A Shadowy Premonition (影の予感 Kage no Yokan) June 24, 2000
19. The Moonlight Knight (月下の騎士 Gekka no Kishi) June 25, 2000
20. The Renewed Bond (新たなる絆 Aratanaru Kizuna) June 26, 2000
21. Sion's Style (シオンの流儀 Shion no Ryūgi) July 9, 2000
22. Pink Temptation (桃色の誘惑 Momoiro no Yūwaku) July 16, 2000
23. Beat Up (ビートアップ Bīto Appu) July 23, 2000
24. Yellow, Sometimes Blue (黄色、時々青 Kiiro, Tokidoki Ao) July 23, 2000
25. Broken Trust (途切れた信頼 Togireta Shinrai) August 13, 2000
26. The Countdown of Trust (信頼の秒読み（カウントダウン） Shinrai no Kauntodaun) August 13, 2000
27. The Small Hometown (小さな故郷 Chiisa na Kokyō) August 26, 2000
28. A Time of Reunion (再会の時 Saikai no Toki) August 27, 2000
29. The Fiery New Warrior (炎の新戦士 Honō no Shin Senshi) August 28, 2000
30. Report Cries of Fire (届け炎の叫び Todoke Honō no Sakebi) August 28, 2000
31. The Straying Game (迷走ゲーム Meisō Gēmu) September 9, 2000
32. Save the Criminals (犯罪者を救え Hanzaisha o Sukue) October 1, 2000
33. Little Lady (リトルレディ Ritoru Redi) October 8, 2000
34. As-sass-in (暗・殺・者 An-satsu-sha) October 15, 2000
35. Tomorrow Isn't Coming (明日が来ない Ashita ga Konai) October 22, 2000
36. Honest, as It Is (素顔のままで Sugao no Mama de) October 29, 2000
37. Targeted Power (狙われた力 Nerawareta Chikara) November 17, 2000
38. Good Night (ぐっどないと Guddo Naito) November 27, 2000
39. A Lie Soaked in Rain (雨に濡れた嘘 Ame ni Nureta Uso) December 6, 2000
40. Ayase Retires!? (アヤセ脱退!? Ayase Dattai!?) December 7, 2000
41. Expose the Prophet (預言者を暴け Yogensha o Abake) December 17, 2000
42. The Fallen Angel of Destruction (破壊の堕天使 Hakai no Datenshi) December 23, 2000
43. The History Revision Order (歴史修正指令 Rekishi Shūsei Shirei) December 23, 2000
44. The Revolt Against Time (時への反逆 Toki e no Hangyaku) December 24, 2000
45. The End! TR (Tomorrow Research) (終末! TR（トゥモローリサーチ） Shūmatsu! Tī Aru (Tumorō Risāchi)) 2000.Dec.31.
46. The Future is no More (未来への断絶 Mirai e no Danzetsu) January 7, 2001
47. The End of the Don (ドンの最期 Don no Saigo) February 2, 2000
48. The Return to the Future (未来への帰還 Mirai e no Kikan) February 3, 2001
49. Beyond the Millennium (千年を越えて Sennen o Koete) February 4, 2001
50. To an Infinite Tomorrow (無限の明日へ Mugen no Ashita e) One Year Later
51. Super Sentai Big Gathering (Special Compilation) (スーパー戦隊大集合 （特別編) Sūpā Sentai Dai Shūgō (Tokubetsu Hen))

### Specials
- Mirai Sentai Timeranger Super Video: All the Strongest Hero Secrets
- Mirai Sentai Timeranger vs. GoGo-V

## Trivia
- Dit was de eerste Sentai Serie waarin de monsters niet werden vernietigd maar gewoon opnieuw gearresteerd.
- Dit is een van de weinige Sentai Series die buiten de team-up specials om het bestaan van andere Sentai teams erkent.
- De Robot G-Zord is de eerste Sentai Creatie met een referentie naar een Power Rangers gerelateerde naam: zord.